# Claude Gnakouri
Claude Gnakouri est un comédien, metteur en scène et cinéaste ivoirien, mort en 2005, auteur de Trois Fables à l'usage des Blancs en Afrique, de deux séries et de trois courts métrages réalisés avec Luis Marquès en 1999 et 2002.
Il était responsable du Ymako Theatri à Abidjan avant de s'exiler à la suite d'un coup d'État.